# Grande Palácio do Kremlin

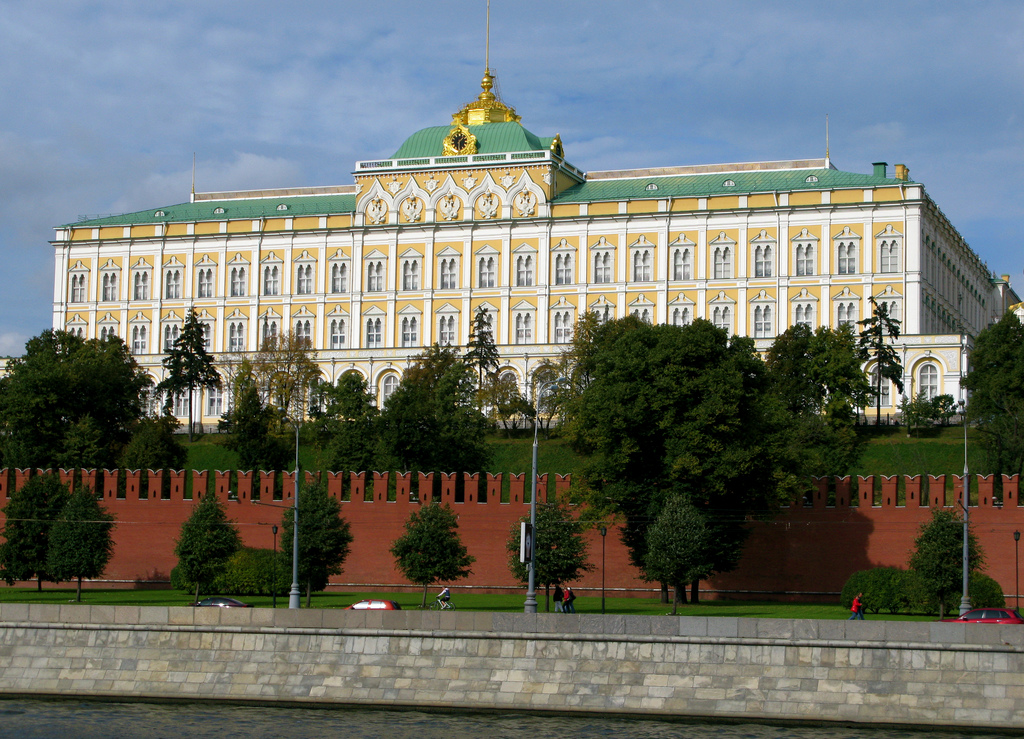
Fachada principal do Grande Palácio do Kremlin.

O Grande Palácio do Kremlin (em russo Большой Кремлёвский дворец, transcrito Bolschoi Kremljowski dworez) é a residência oficial do Presidente da Rússia. Está localizado no coração da capital russa, na parte sudeste do Kremlin de Moscovo, sobre a Colina de Pinar, constituindo uma parte importante daquele conjunto arquitectónico. A parte central do palácio, com o seu aspecto actual, foi erguido entre 1838 e 1850, por iniciativa de Nicolau I, no mesmo lugar do antigo edifício do grande palácio moscovita do Príncipe Ivã III, do século XV, e do palácio da Imperatriz Isabel I, do século XVIII. O projecto e a construção foram realizados pelo grupo de arquitetos: N.I. Chichagov, V.A. Bakarev, F.F. Rijter, P.A. Guerasimov, F.G. Solntsev e outros sobre a direcção do famoso arquitecto Konstantin Thon. Serviu como residência principal em Moscovo do czar e da sua família.

## Descrição geral

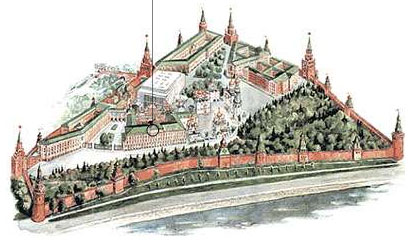
Localização do Grande Palácio do Kremlin na planta do Kremlin.

A partir do século XIX, o edifício central do Grande Palácio do Kremlin cresceu entre outros palácios e antigos aposentos dos czares, como o Palácio dos Terems, o Palácio das Facetas, a Câmara Dourada da Czarina e as igrejas palacianas, os quais também foram incluídos como parte do complexo palaciano. Não directamente adjacentes ao palácio, mas a ele ligados por passadiços fechados, encontram-se o Palácio do Arsenal e a Catedral da Anunciação.
O Grande Palácio do Kremlin domina o conjunto arquitectónico do Kremlin de Moscovo com os 125 metros de comprimento da sua fachada principal e uma altura de 44 metros até ao cimo da cúpula. O edifício situa-se na parte sul do Kremlin, perto da encosta que desce até ao Rio Moscova, sendo a sua fachada principal particularmente bem visível a partir da margem oposta desse rio.

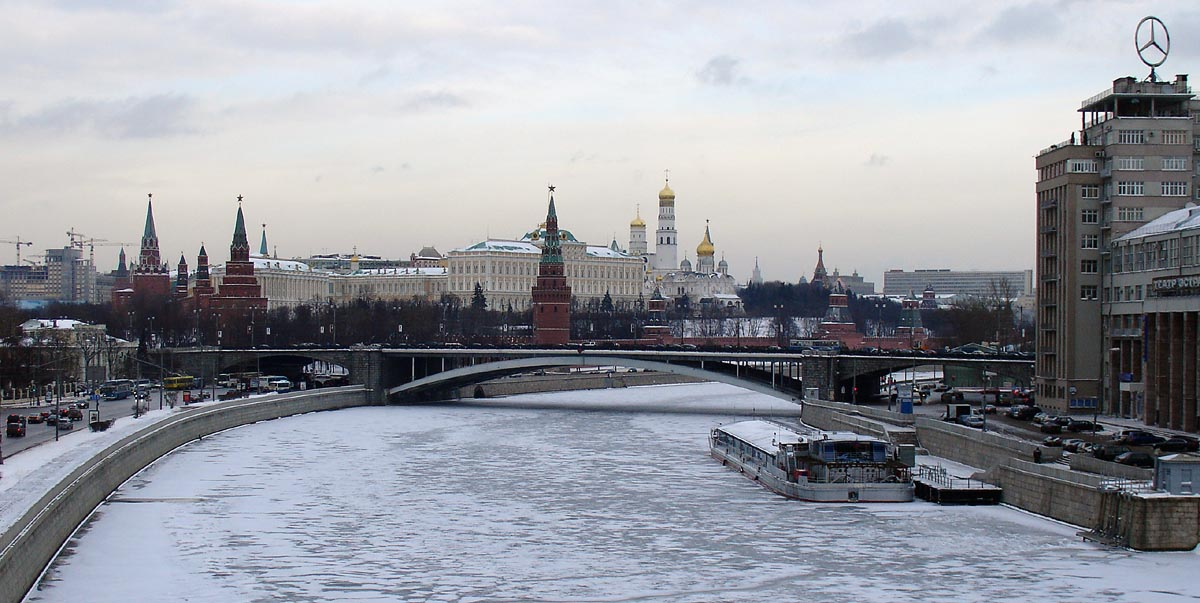
O Rio Moscova e a Ponte Bolshoy Kamenny com o Grande Palácio do Kremlin ao fundo.

A partir da Ponte Bolshoy Kamenny também se alcança uma vista representativa do Grande Palácio do Kremlin. Dentro do conjunto do arquitectónico do Kremlin encontram-se Grande Palácio do Kremlin e os edifícios anteriores nele englobados junto à muralha a sul, o Palácio do Arsenal a oeste, o antigo palácio dos congressos (hoje oficialmente: Palácio Estatal do Kremlin) a norte e a Praça das Catedrais (com a Catedral do Arcanjo São Miguel, a Catedral da Dormição e a Catedral da Anunciação) a leste.
Visto do exterior, o Grande Palácio do Kremlin parece ter três pisos, mas no interior possui apenas dois. O que ocorre é que os cinco salões de cerimónia do segundo piso atingem uma altura máxima de 18 metros, sendo iluminadas por duas filas sobrepostas de janelas arqueadas (como nos terems russos do século XVII). O número de divisões do Grande Palácio do Kremlin ascende a cerca de 700, com uma área total de 24 000 metros quadrados. Se contarmos com os adjacentes Palácio dos Terems, Palácio das Facetas e Câmara Dourada da Czarina, o conjunto palaciano atinge uma área total de 35 000 metros quadrados.
Enquanto no século XIX o palácio servia de residência aos czares e, entre outros, de local de recepção solene quando a Família Imperial estava em Moscovo, na actualidade o complexo faz parte do Património Mundial da UNESCO, integrado no conjunto dos museus do Kremlin, servindo também de residência oficial do Presidente da Rússia. Por esse motivo, os edifícios (incluindo o Palácio dos Terems e o Palácio das Facetas) não estão, geralmente, disponíveis ao público. No entanto, os seus interiores podem ser vistos no âmbito duma visita especial programada, normalmente muito cara (dependendo do tamanho do grupo, fica por cerca de 100 a 1000 euros por pessoa)).

## História do complexo palaciano
No local onde se ergue actualmente o Grande Palácio do Kremlin já existia uma fortificação bem conhecida desde o século XII. Antes do século XIX, e da construção do actual palácio, a área já era dominada por antigas residências e câmaras dos Grão-duques de Moscovo e dos Czares da Rússia.

### Edifícios predecessores até ao século XVII

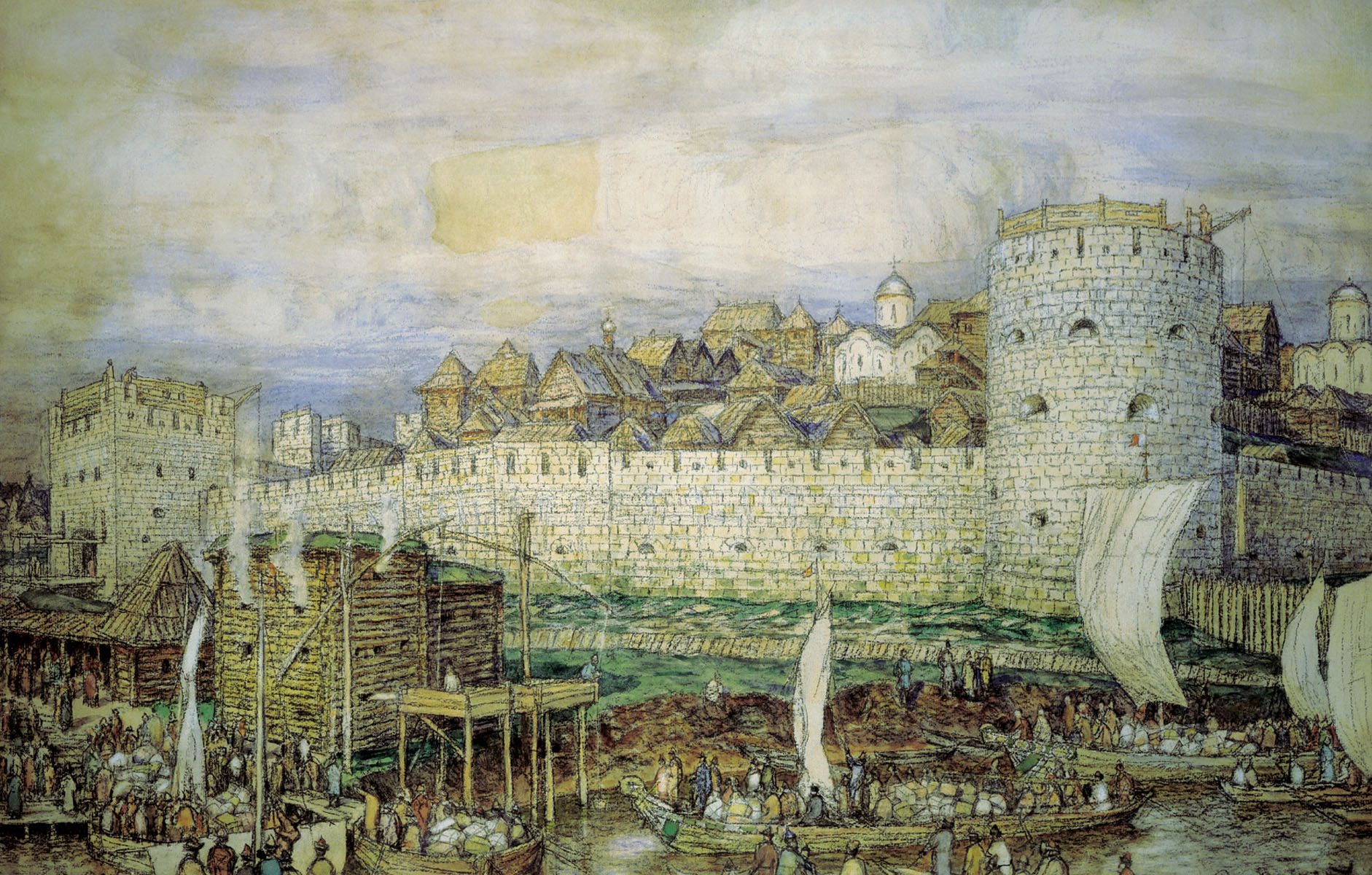
O Kremlin de Moscovo no século XIV, com construções de madeira no seu interior. Desenho de Apollinari Wasnezow.

As descrições dos primeiros edifícios existentes no sítio onde se ergue actualmente o Grande Palácio do Kremlin não sobreviveram; no entanto, sabe-se que existia aqui um palácio grão-ducal na época de Ivan Kalitas (início do século XIV). O facto de as residências dos governantes do Grão-ducado de Moscovo e, posteriormente, do Czarado da Rússia e do Império Russo, se erguerem precisamente nesta parte do Kremlin é facilmente explicável pela altamente prestigiosa posição do terreno: o espaço para sul até à íngreme margem do Moscova recebeu os edifícios, os quais eram amplamente visíveis a partir do rio, numa posição dominante sobre todos os outros edifícios da fortaleza.
No início do século XV, erguiam-se no terreno, entre outras, as câmaras da Princesa Sofia da Lituânia, esposa do Grão-duque Basílio I. Este último mandou ampliar os edifícios em 1404, tendo surgido, pela primeira vez na história de Moscovo, uma casa com relógio de parede na fachada. Dado que, em seguida, praticamente todos os edifícios eclesiásticos da cidade foram construídos em madeira, os incêndios passaram a ser uma ameaça constante. Por esse motivo, durante o século XV, deram-se muitos incêndios de grandes proporções, que resultaram na destruição parcial ou total das câmaras, as quais foram mais tarde restauradas ou reerguidas. O primeiro edifício em pedra do Kremlin surgiu somente em 1487, com a construção do palácio conhecido actualmente como Palácio das Facetas, o que marca o nascimento do actual complexo do Grande Palácio do Kremlin.
Depois do ano de 1493, quando um incêndio particularmente devastador consumiu novamente uma grande parte do Kremlin, incluindo as câmaras em madeira dos grão-duques, começou a construção do primeiro palácio de pedra, o Palácio das Facetas, edificado especialmente com fins representativos como complemento da residência principal dos grão-duques.
A execução dos trabalhos ficou a cargo de arquitectos italianos – tal como aconteceu com as recém-construídas muralhas, torres e vários outros edifícios actualmente preservados no Kremlin; merece especial destaque a construção do palácio familiar do grão-duque de então, Ivã III o Grande, executada pelo arquitecto milanês Aloisio da Milano (naquela época, conhecido na Rússia como Alewis Frjasin). A construção começou em 1499 e foi concluída em 1508, ou seja, três anos depois da morte de Ivã III. Ao contrário do que sucedeu com os anteriores edifícios de madeira, o novo palácio resistiu por mais de 200 anos. Durante os séculos XVI e XVII foi reconstruído e ampliado várias vezes, sendo concluído com o alargamento de 1636, o qual subsiste até hoje como o Palácio dos Terems.

### Antecessores do século XVII ao século XIX

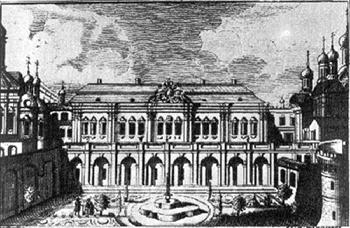
O palácio da autoria de Rastrelli na década de 1760.

A anterior construção serviu como residência dos czares russos, em parte ou no seu todo, até ao final do século XVII. Esta situação mudou em 1703, durante o reinado de Pedro I, o Grande. Este fundou a nova capital imperial em São Petersburgo e evacuou a antiga sede dos czares. Os antigos aposentos imperiais em Moscovo praticamente não voltaram a ser usados com o seu fim original, vindo a degradar-se com o tempo. Além disso, alguns edifícios secundários em madeira foram consumidos pelo fogo e não voltaram a ser reconstruídos. O resto do palácio foi utilizado, entre outros, como edifício administrativo.
Em 1749, a Imperatriz Isabel mandou remover uma parte das antigas câmaras dos czares, de forma a permitir a construção dum novo palácio representativo no seu lugar, o qual devia ser a principal residência do imperador russo em Moscovo. A execução foi entregue ao famoso arquitecto italiano Bartolomeo Francesco Rastrelli. A construção foi concluída em 1753 e recebeu o nome de Palácio de Inverno. Alguns anos mais tarde, Rastrelli construiria, no mesmo estilo barroco, o mais famoso Palácio de Inverno, em São Petersburgo, desde logo, a residência imperial naquela cidade. Na guerra contra Napoleão, em 1812, o Palácio de Inverno de Moscovo foi destruído, sendo restaurado, em 1817, segundo um projecto do arquitecto Wassili Stassow.
No final do século XVIII, durante o reinado de Catarina II, a Grande, foi considerada a construção dum edifício para substituir o cada vez mais obsoleto palácio de Rastrelli. Na época, os arquitectos Wassili Baschenow e Matwei Kasakow fizeram um grande projecto para um palácio, com proporções muito maiores como as do actual edifício e que obrigariam à cedência de vários antigos edifícios do Kremlin. Com o tempo, o projecto acabou por ser rejeitado, não só por importantes razões financeiras, mas também por a sua larga escala para as dimensões do Kremlin ter sido fortemente criticada.

### A nova residência do czar do século XIX

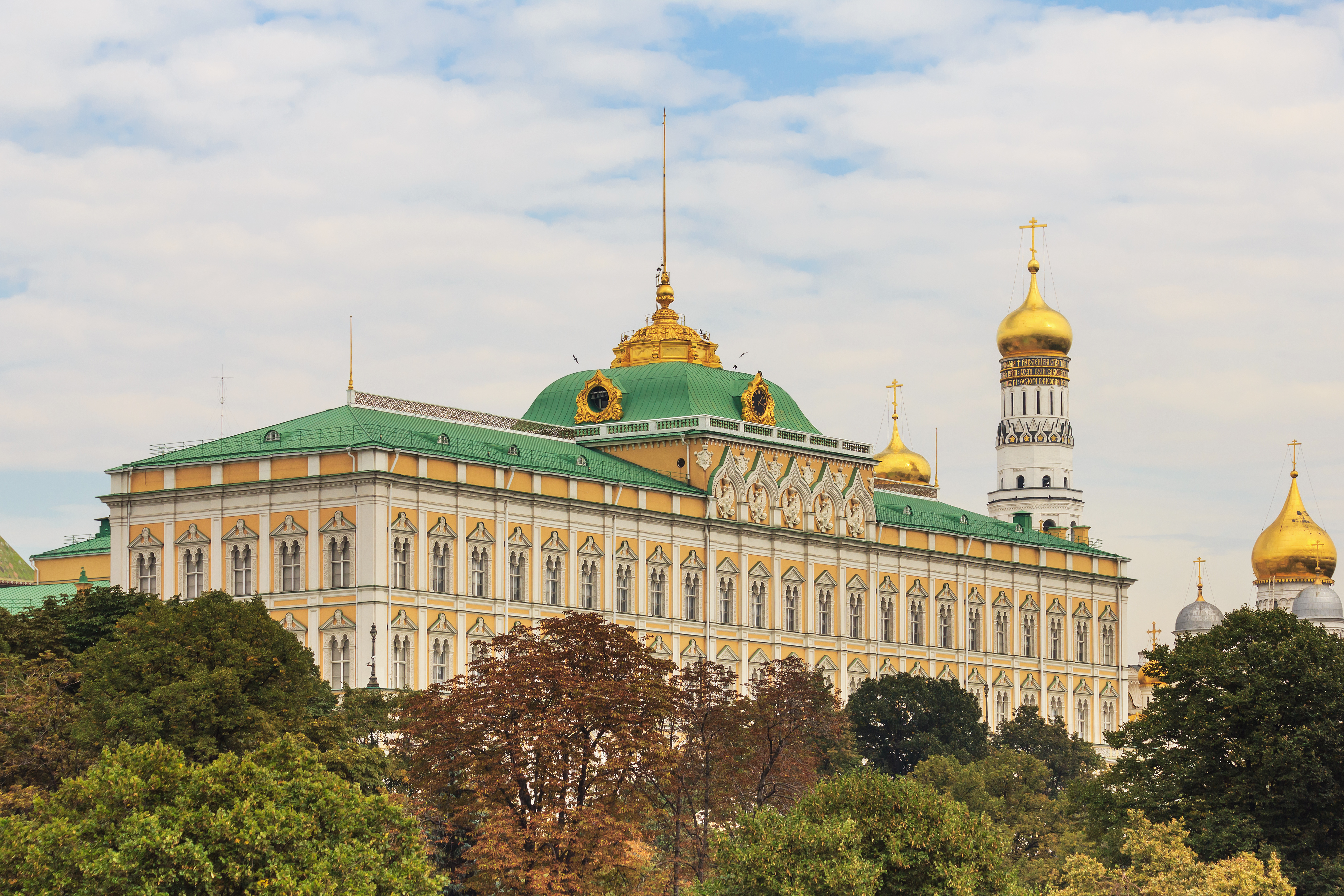
Aspecto geral do Grande Palácio do Kremlin.

O palácio de Rastrelli só foi mandado demolir pelo Czar Nicolau I, na década de 1830, o qual mandou construir no seu lugar uma nova residência moscovita do czar, num estilo aproximadamente classicista em voga na Rússia da época. O projecto do novo palácio ficou a dever-se a Konstantin Thon, arquitecto bem conhecido pela construção duma série de edifícios oitocentistas de Moscovo (incluindo a Catedral de Cristo Salvador e a Gare de Nicolau (Nikolayevsky Vokzal, actual Gare de Leninegrado).
A construção do edifício central do palácio estendeu-se de Junho de 1838 a Abril de 1849, tendo o custo total do projecto ascendido a cerca de 12 milhões de rublos. O resultado corresponde, basicamente, ao ainda existente complexo do Grande Palácio do Kremlin, o qual engloba, além do palácio oitocentista, os edifícios vizinhos mais antigos do Palácio das Facetas, Palácio dos Terems e Câmara Dourada da Czarina. Os dois últimos ficaram quase cercados pelo novo palácio, de modo que, actualmente, são pouco visíveis do exterior. Isto, e o facto de o novo e magnífico edifício classicista contrastar significativamente com o já existente conjunto arquitetónico do Kremlin, com a antiga arquitectura russa a ser dominada pelos tempos modernos, fez com que Konstantin Thon fosse frequentemente criticado. Num guia turístico de Moscovo, datado de 1917, o edifício ainda era depreciativamente chamado de "quartel" devido às suas impressionantes dimensões.
Desde a sua construção até à abdicação do Czar, o Grande Palácio do Kremlin, incluindo os edifícios que englobou, foi a principal residência dos monarcas russos na, então, segunda maior cidade do império. Foi aqui que o czar viveu, com a sua família e comitiva, durante as permanências em Moscovo. Também foram aqui realizadas importantes cerimónias de Estado, tais como a recepção a altos dignitários estrangeiros ou cerimónias de coroação dos Czares. Além disso, o palácio não estava acessível a excursões do público nem nos dias festivos.

### Século XX e século XXI
Após a deposição da monarquia na Rússia e a Revolução de Outubro, no ano de 1917, os edifícios do Grande Palácio do Kremlin perderam a sua função como residência dos czares. Ao mesmo tempo, o novo governo mudou a capital de São Petersburgo para Moscovo e o Kremlin voltou a ser a sede das principais autoridades estatais. Tal como aconteceu com outros edifícios do Kremlin, também o Grande Palácio do Kremlin passou a ter agora efeitos administrativos: na década de 1930 estavam ali sediados os Parlamentos do Conselho Superior da União das Repúblicas Socialistas Soviéticas (URSS) e da República Socialista Federativa Soviética da Rússia (RSFS da Rússia), o Congresso do Comintern, assim como o edifício do Palácio de Congressos do Kremlin (actual Palácio Estatal do Kremlin), de 1961, realizado como parte do KPdSU. Os cinco salões de festas centrais do Grande Palácio do Kremlin também serviram para eventos cerimoniais, como a homenagem aos heróis da União Soviética. A arquitectura do palácio também sofreu algumas alterações na era soviética: em 1934, dois salões de festas foram convertidos numa grande sala de reuniões, onde a partir de então se realizaram as grandes conferências, e as fachadas passaram a estar enfeitadas com os símbolos do Estado soviético em vez da dupla águia do império czarista.
Após o fim da União Soviética, em 1991, o complexo palaciano passou a estar sob a administração do Presidente da Rússia, sendo até hoje parte das instalações oficiais de serviço do presidente. Entre 1994 e 1999, uma profunda renovação reverteu as alterações produzidas no complexo de edifícios durante o período soviético, de modo que o interior do palácio, hoje em dia, apresenta em grande medida o aspecto original do século XIX. Tal como antes, os grandes salões de recepção do segundo piso são usadas para cerimónias de Estado solenes, como, por exemplo, a tomada de posse dos presidentes.

## Arquitectura do Grande Palácio do Kremlin
Olhando para o complexo do Grande Palácio do Kremlin, este apresenta-se-nos, no seu conjunto, como um aglomerado de vários edifícios de diferentes épocas exibindo os seus diferentes estilos. No entanto, são evidentes as semelhanças entre os vários trechos que compõem o grande palácio central do século XIX e o Palácio dos Terems, uma atitude intencional de Konstantin Thon, que deste modo procurou tornar a sua obra mais harmoniosa com o conjunto.

### Arquitectura exterior

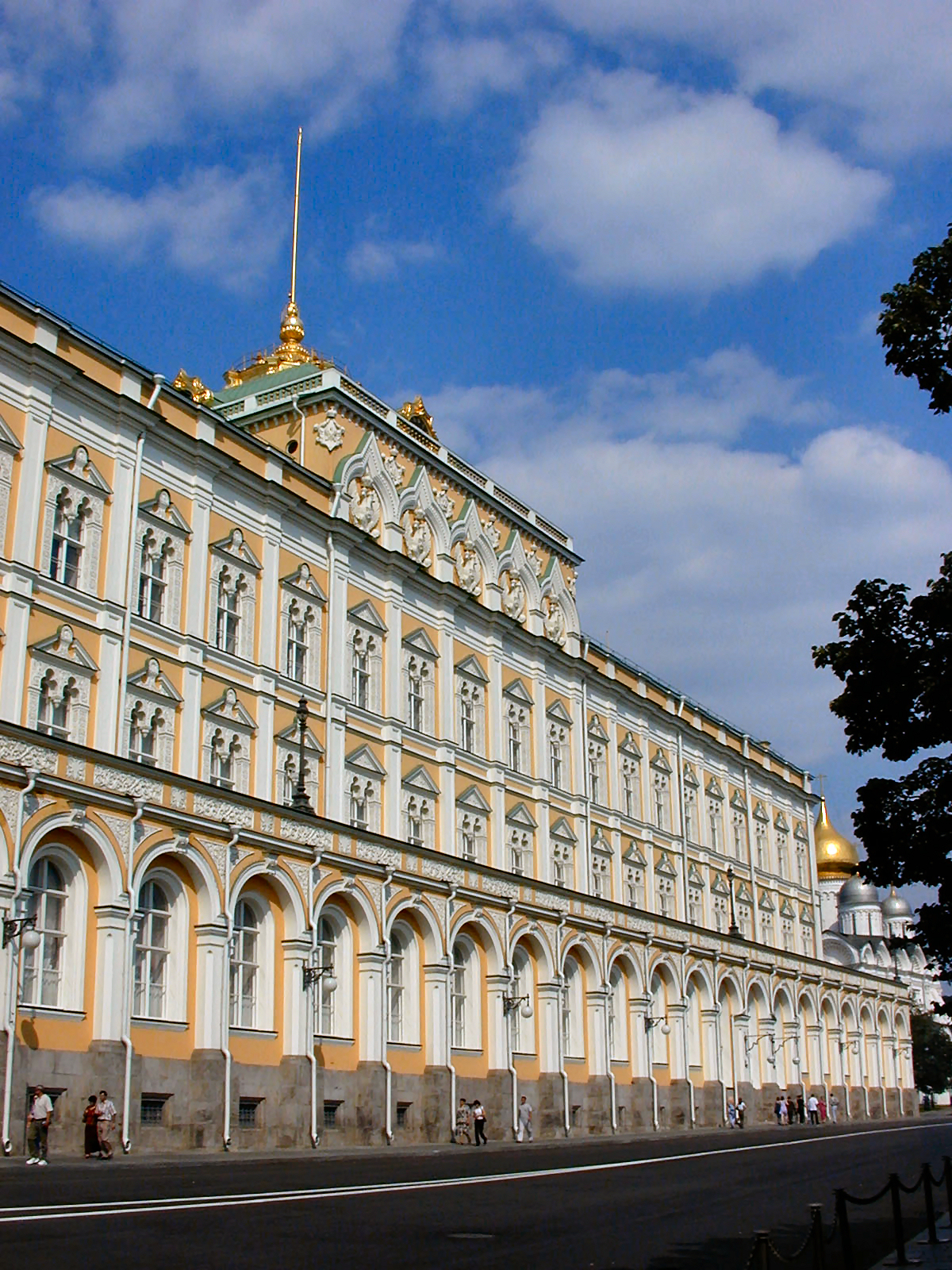
O exterior do Grande Palácio do Kremlin incorpora muitos detalhes característicos das arquitecturas bizantina e medieval russa.

O edifício central construído entre 1838 e 1849 trouxe um papel representativo a todos os edifícios do complexo. Vista de fora, a estrutura parece relativamente simples: a fachada principal, que se estende ao longo da margem do Moscova, possui uma cúpula a coroar a sua parte central, na qual está instalado um relógio com quatro mostradres dourados. A cúpula é encimada por uma haste, onde, desde a década de 1990, adeja a Bandeira Nacional da Rússia (antes: a Bandeira da União Soviética). Na fachada do edifício do palácio, com dois pisos mas três filas de janelas sobrepostas, a sua parte inferior é ligeiramente mais alta e está alguns metros saliente em relação às duas que se lhe sobrepõem, de forma a cobrir uma galeria aberta ao longo de toda a fachada. Globalmente, a fachada principal do edifício resulta bastante monótona, parecendo mais um edifício de escritórios típico do Império Russo do século XIX que uma fachada esculpida para uma sede do czar – esta característica, em particular, deixou Konstantin Thon exposto ao fogo cruzado das críticas.

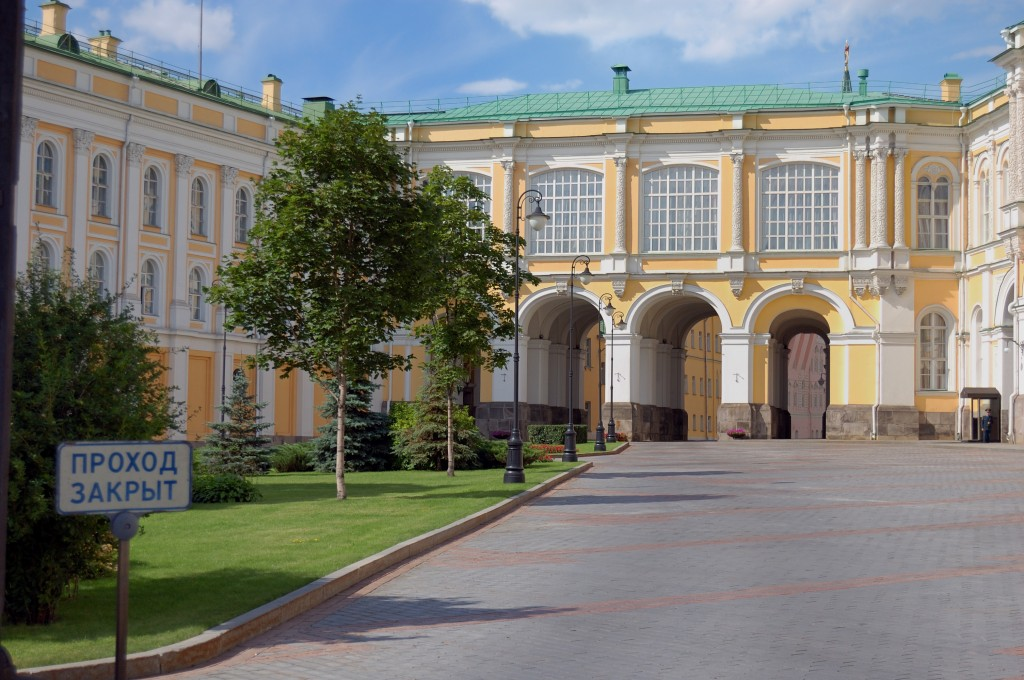
Aspecto exterior da galeria fechada que faz a ligação do corpo principal do palácio projectado por Thon com a ala lateral onde se situavam os aposentos dos filhos do czar.

Thon ensaiou no palácio um prolongamento da arquitectura dos edifícios vizinhos, nomeadamente através dos detalhes da fachada. Na parte central do edifício, estão em particular destaque os ornamentos kokoschnik na zona elevada da fachada sob a cúpula, o que faz lembrar algo da velha arquitectura russa dos séculos XVI e XVII. Também ostenta cinco águias bicéfalas do Brasão Estatal da Rússia, o qual foi restaurado na década de 1990, depois de terem sido substituídas, durante o poder soviético, pelos símbolos soviéticos. Obliquamente sob as cinco águias encontram-se esculpidas imagens em relevo ligeiramente menores, representando os brasões de armas das antigas províncias do Império Russo; Polónia, Cazã, Moscovo, Astracã, Finlândia e Crimeia. As duas linhas superiores de janelas também são baseadas, de alguma forma, na antiga arquitectura do Kremlin: o revestimento das janelas em calcário branco herdaram a forma das janelas da parte superior do Palácio dos Terems. As janelas da parte inferior do edifício diferem bastante das que lhes estão acima, lembrando mais uma série de arcadas, enquanto a montagem superficial no meio de cada arco é tratada com pouca consideração.
Quanto ao estilo, o palácio idealizado por Thon apresenta uma mistura ecléctica do simples classicismo de início do século XIX com elementos da arquitectura tradicional russa dos séculos XVI e XVII, embora a componente russa seja significativamente menor aqui que na maior parte dos monumentos arquitectónicos historicistas de Moscovo (como o Museu Estatal de História na Praça Vermelha).

### Interiores
O aspecto relativamente simples do edifício central combina perfeitamente com os seus espaços interiores magnificamente decorados, os quais recuperaram, durante a reconstrução empreendida na década de 1990, grande parte do seu estado original do século XIX. Todos os interiores palacianos do século XIX estão bem conservados. Na sua ornamentação encontram-se elementos de vários estilos - do barroco ao classicismo. A maior parte da arquitectura interior do palácio foi concebida pelos arquitectos Fjodor Richter e Nikolai Tschitschagow. Para a decoração dos interiores foram chamados os mais famosos pintores e escultores da época. Segundo os seus esboços e esquemas, foram feitos os móveis de estilo, esplêndidas porcelanas, aranhas de cristal, relógios inimitáveis pela maestria e muitos outros objectos confeccionados em famosas fábricas, empresas e oficinas da Rússia.
Grosso modo, o interior do Grande Palácio do Kremlin pode ser dividido em duas partes: uma parte representativa, utilizada para recepções e cerimónias, e outra mais privada (chamada precisamente de metade privada), onde se encontram as antigas câmaras residenciais do czar e da sua família. Os antigos aposentos privados estão todos localizados no piso térreo do palácio, enquanto no piso superior se encontram, sobretudo, salões de festa – incluindo quatro dos cinco mais representativos, cujos nomes foram designados de acordo com as mais conhecidas ordens do Império Russo. Por exemplo, a sala de São Vladimir deve o seu nome à Ordem de São Vladimir, instituída em 1782 pela czarina Catarina II. Este salão reúne o palácio do século XIX com os antigos edifícios dos séculos XV–XVII. Os dois pisos são ligados, entre outras, pela grande escadaria cerimonial de pedra do vestíbulo de entrada.
Salão de São Jorge

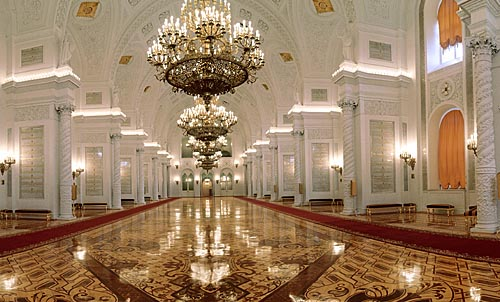
Aspecto do Salão de São Jorge.

O Salão de São Jorge (Георгиевский зал) está situado no piso superior por trás da fachada lateral direita do palácio. O salão possui 61 metros de comprimento, 20,5 de largura e 17,5 de altura. Nomeado de acordo com a mais alta condecoração do império czarista, a Ordem de São Jorge (também chamada de Cruz de São Jorge), instituída em 1769 e destinada a distinguir feitos militares, é o mais magnífico dos grandes salões do Grande Palácio do Kremlin e tem sido tradicionalmente usado para as mais elevadas honrarias e altas distinções. Por exemplo, na época soviética foi aqui entregue o título honorário de Herói da União Soviética; em 1961, foi homenageada neste salão o pioneiro da navegação espacial Iuri Gagarin e, em 1945, o vencedor na guerra contra a Alemanha nazi. Além disso, actualmente realizam-se conferências internacionais no Salão de São Jorge, particularmente importantes encontros diplomáticos.
A decoração deste salão é consagrada à glória militar russa. Os ricos ornamentos que decoram a abóbada do Salão de São Jorge têm base em 18 poderosos pilones, frente aos quais se alinham outras tantas colunas , sobre as quais assentam estátuas em mármore branco do escultor ítalo-russo Giovanni Vitali, figuras alegóricas simbolizando as províncias e principados do império czarista. Este conjunto é completado por grandes imagens em alto relevo do epónimo da ordem, São Jorge, em ambos os extremos do salão: o motivo de São Jorge montado a cavalo, que mata o dragão com uma lança, está generalizado na Rússia e resultou, entre outras coisas, no símbolo central da cidade de Moscovo. A criação dos relevos de São Jorge devem-se ao famoso escultor alemão Peter Clodt von Jürgensburg. O Salão de São Jorge é iluminado, por um lado, através de duas filas de janelas sobrepostas ao longo da sua parede oriental e, por outro, através de 40 candeeiros de parede, assim como por seis pomposos lustres de bronze pendendo da abóbada, cada um dos quais pesa cerca de 1 300 kg.
O pavimento do Salão de São Jorge é muito complexo e recorda um gigantesco tapete com uma série de amostras de mais de 20 espécies de diferentes e preciosas madeiras. O verdadeiro propósito do Salão de São Jorge é recordado nas placas de mármore das suas paredes, nas quais estão inscritos os mais de 11 000 nomes de todos os agraciados com a Ordem de São Jorge.
Salão de Santo André

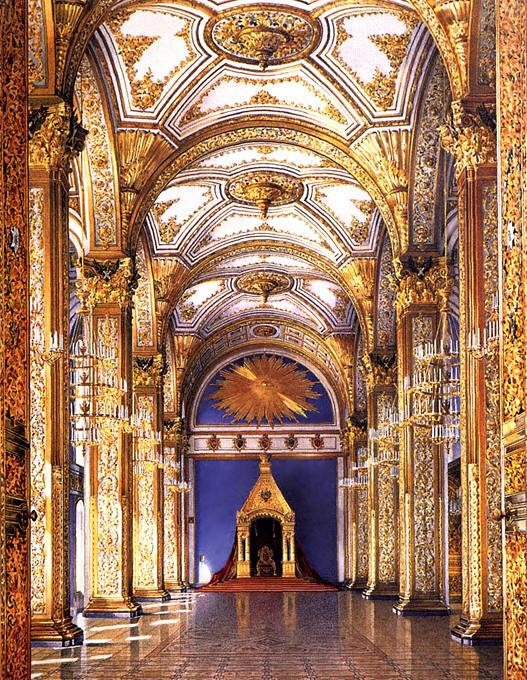
O Salão de Santo André num desenho de 1849.

O Salão de Santo André (Андреевский зал) também está localizado no piso superior do palácio, estendendo-se ao longo da meridional fachada principal, juntamente com o contíguo Salão de Santo Alexandre. Recebeu o nome em referência à Ordem de Santo André, criada por Pedro, o Grande em 1698 e ortogada exclusivamente a militares de alta patente. De acordo com a imagem da ordem – representação em esmalte azul da Cruz de Santo André, assim como faixa azul a suportar as insígnias – também o salão foi revestido com um determinado tecido de seda azul. Também a abóbada, à semelhança do Salão de São Jorge, assenta em pilones, encontrando-se representada a Cruz de São Jorge entre cada par de pilones. Sobre a dupla fileira de janelas estão representadas as armas das províncias do império czarista.
Entre 1933 e 1934, durante uma renovação, a parede divisória entre o Salão de Santo André e o Salão de Santo Alexandre foi demolida, para que surgisse no seu lugar uma grande sala de reuniões do comitê supremo do PCUS, com capacidade para mais de 2 500 pessoas, perdendo desta maneira por muitos anos a magnificência de seus interiores. Aconteceram ali importantes eventos políticos até à década de 1980. Entre 1994 e 1998, por ordem do presidente da Federação Russa, as salas do Grande Palácio do Kremlin foram novamente devolvidos ao seu estado original.

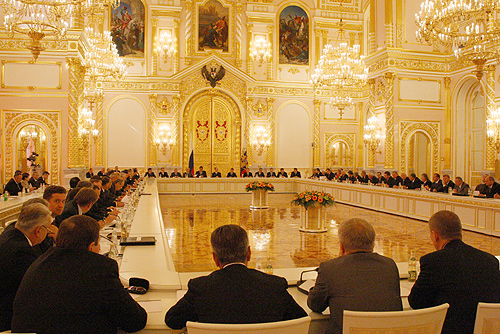
O Salão de Santo Alexandre durante uma reunião sobre a Guerra na Ossétia do Sul em 2008, Setembro de 2008.

Nos anos de 2000, 2004 e 2008, tiveram lugar no Salão de Santo André as cerimónias de tomada de posse dos Presidentes da Rússia (Vladimir Putin, em 2000 e 2004, e Dmitri Medvedev, em 2008).
Salão de Santo Alexandre
O segundo salão de festas por trás da fachada principal sul, o chamado Salão de Santo Alexandre (Александровский зал), também recuperou o seu aspecto original na década de 1990. Recebeu o nome em referência à Ordem de Santo Alexandre Newski, criada em 1725, epónima do grande Grão-Príncipe canonizado e herói nacional Alexandre Nevsky. Assim, o Salão de Santo Alexandre é extensamente embelezado com motivos da sua vida e obra: tanto na abóbada como nas colunas, são numerosos os afrescos e relevos, nos quais podem ser vistas, nomeadamente, cenas das tropas comandadas por Newsky na Batalha do Lago Peipus. As paredes do Salão de Alexandre estão recobertas por imitação de mármore cor-de-rosa, nos quais foram combinados ornamentos, molduras e candelabros dourados correspondentes à imagem da Ordem de Santo Alexandre, com a combinação de cores vermelho-dourado.
Salão de Santa Catarina

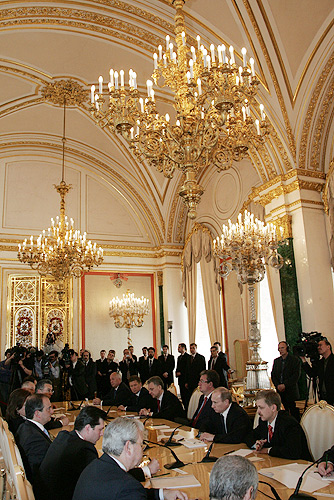
Vladimir Putin reunido com o Primeiro-Ministro grego Kostas Karamanlis, Salão de Santa Catarina, Abril de 2008.

O Salão de Santa Catarina (Екатерининский зал) pode ser encontrado na parte ocidental do piso superior, por trás da fachada norte do palácio. O nome deste espaço deve-se à Ordem Russa de Santa Catarina, criada em 1711 por Pedro, o Grande em honra da sua esposa, Catarina I. Esta distinção foi relativamente rara e, geralmente, só se destinava a condecorar mulheres (por exemplo, por ganhos em caridade). Em conformidade com a cor ligada a esta ordem, a decoração do Salão de Santa Catarina é dominada por brilhantes tons prateados.
Na abóbada deste salão, à semelhança dos outros salões de festas do piso superior, pendem candelabros de bronze dourado, cuja luz é acrescentada por seis lampadários em cristal de chumbo, produzidos em São Petersburgo. Uma das principais atracções do Salão de Santa Catarina é a sua abóbada suportada por pilones, os quais são embelezados com padrões de mosaico em malaquita verde escuro.
Na época do império russo czarista, o Salão de Santa Catarina era usado como uma galeria de recepção pelas esposas dos czares. Aqui, junto à parede oriental, também se encontra o trono da czarina. Actualmente, o salão é usado para altas recepções diplomáticas e conferências.
Salão de São Vladimir

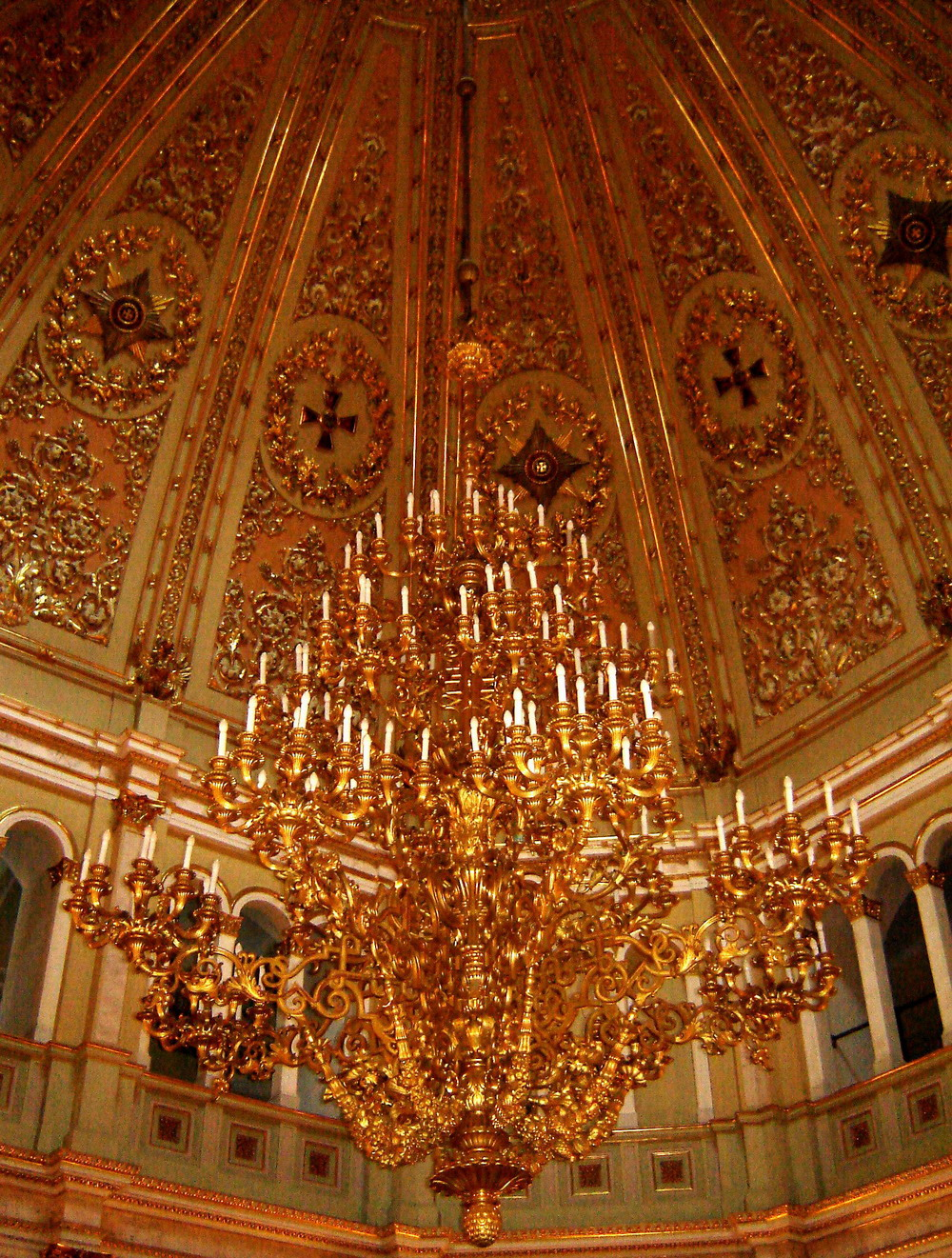
Abóbada do Salão de São Vladimir.

O Salão de São Vladimir Владимирский зал) fica no piso térreo do palácio concebido por Thon e é dedicado à Ordem de São Vladimir, criada em 1782. Com cerca de 16 metros de largura e 18 de altura, este salão possui dimensões muito menores que as dos três salões de cerimónia do piso superior, diferindo daqueles, também, na sua arquitectura. Assim, forma um espaço único sob a sua abóbada, sem separações por pilones ou colunas, sendo adornado por um enorme lustre de bronze situado exactamente ao centro. Aqui, a luz não penetra através de janelas, mas por uma pequena cúpula de vidro situada sobre a abóbada. A partir do Salão de São Vladimir, na parte central do edifício, estão localizadas as passagens de ligação aos outros edifícios do complexo palaciano, nomeadamente ao Palácio dos Terems (sobre a escadaria), ao Corredor Sagrado do Palácio das Facetas e à Câmara Dourada da Czarina, para além do Palácio Estatal do Kremlin, que não pertence ao complexo. As janelas arcadas na linha do topo sob a abóbada que separa o Salão de Santa Catarina da Câmara Dourada da Czarina, correspondem às antigas salas residenciais e de serviço destinadas aos guardas das câmaras do czar.
Tratados internacionais são assinados no Salão de São Vladimir, como por exemplo a rectificação do Tratado de Forças Nucleares de Alcance Intermediário, no dia 1 de Junho de 1988, entre o Presidente dos Estados Unidos da América Ronald Reagan e o Secretário-Geral Soviético Mikhail Gorbachev.
Espaços privados da Família Imperial
A Metade Privada (Собственная половина), designada como antiga área de residência e estadia do czar e da sua família, encontrava-se no piso térreo da metade ocidental do edifício. As suas magníficas instalações constituem um outro atractivo do palácio, a par dos salões de festas, sendo o edifício palaciano criado apenas por mestres russos das artes aplicadas.
Pode destacar-se, entre outros, o antigo gabinete do imperador, situado por trás da fachada oeste e cujas paredes são solidamente revestidas com madeira de fraxinus. A ligação para o edifício central é feita através duma galeria superior do edifício lateral, no qual estavam situados, no século XIX, os aposentos dos filhos do czar. Destas câmaras, estão hoje fielmente preservadas duas magníficas salas – os chamados Quarto de Hóspedes Prateado (Серебряная гостиная) e os Aposentos do Herdeiro do Trono (Апартаменты наследника престола). O Quarto de Hóspedes Prateado deve o seu nome ao facto de ali terem existido acessórios fabricados em prata maciça, incluindo espelhos, lustres e algumas peças de mobiliário. De igual modo, parte da antiga Metade Privada também estava destinada a quartos de hóspedes, salas de refeições ou quartos de dormir, situados na metade esquerda da fachada sul. Típicos destes aposentos, são sempre os maciços pilones que separam as salas em várias partes, cada uma delas decorada e mobilada com o seu próprio estilo (incluindo o barroco, o rococó e o classicismo).

## Edifícios preexistentes englobados no complexo palaciano

### Palácio das Facetas

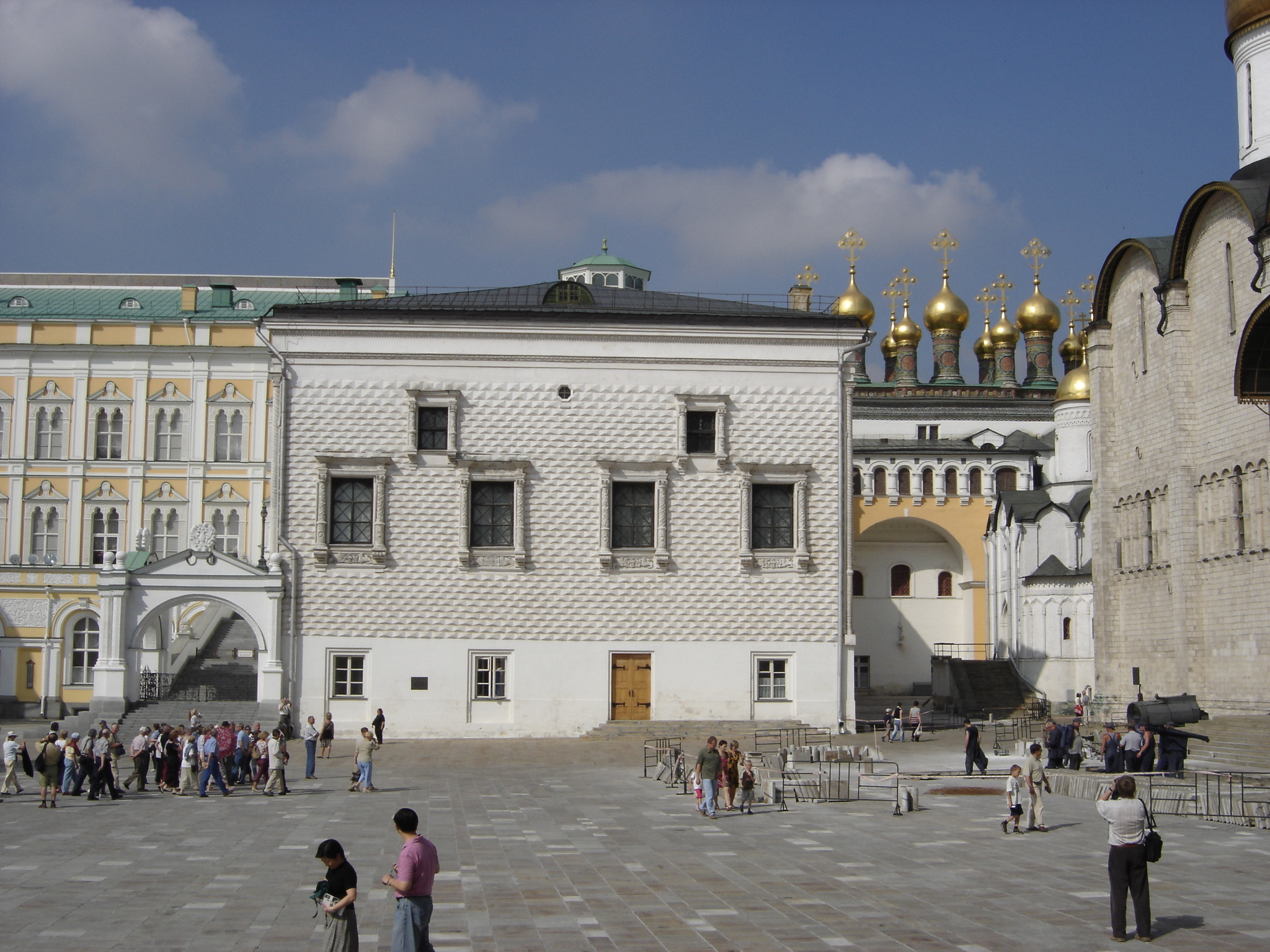
Fachada oriental do Palácio das Facetas.

O Palácio das Facetas (Грановитая палата) é uma famosa casa que se encontra a leste do edifício central do Grande Palácio do Kremlin, encontrando-se ligado a este. É não só a parte mais antiga do complexo palaciano do Grande Palácio do Kremlin, mas também o mais antigo edifício secular preservado em Moscovo.
Do exterior, o Palácio das Facetas pode ser visto no seu lado sul, assim como a particularmente marcante fachada leste, virada directamente para a Praça das Catedrais do Kremlin, entre a Catedral da Anunciação e a Catedral da Dormição de Maria.
O nome do palácio vem da forma da fachada oriental, uma vez que esta está decorada com linhas horizontais de pedras angulosas, dando a impressão duma superfície facetada.
O palácio foi mandado construir, em 1487, pelo grão-príncipe Ivã III o Grande, como uma das primeiras construções de pedra do Kremlin, criado após uma série de incêndios que devastaram repetidamente a fortaleza, até aí predominantemente de madeira.
A construção do Palácio das Facetas ficou a cargo de dois arquitectos italianos, Marco Ruffo e Pietro Antonio Solari, os quais tiveram grande influência no conjunto do Kremlin no decurso do seu trabalho na Rússia.
O palácio foi mandado construir, em 1487, pelo grão-príncipe Ivã III o Grande, como uma das primeiras construções de pedra do Kremlin, criado após uma série de incêndios que devastaram repetidamente a fortaleza, até aí predominantemente de madeira. O palácio foi concluído em 1492 e serviu como o principal local de realização das recepções solenes dos czares, cerimónias de coroação, banquetes, atos públicos e outras cerimónias semelhantes.
Ao longo dos séculos, o Palácio das Facetas manteve, fundamentalmente, as suas funções como espaço de festas e convenções. Apesar de, repetidamente, ter estado sujeito a grandes incêndios e sofrido danos, foi várias vezes redesenhado e reconstruído ao longo da sua história. Mesmo nos últimos tempos, embora com uma frequência extremamente rara, ainda são lá organizadas recepções festivas, como aconteceu em 1994 durante a visita de estado da Rainha Isabel II do Reino Unido.
Embora o edifício rectangular, visto de fora, possua aparentemente dois andares, na realidade nem sempre se desenvolve simetricamente em relação às duas filas de janelas observáveis na fachada, elevando-se sobre um piso térreo destinado unicamente a funções de serviço. As epónimas facetas podem ser encontradas unicamente na fachada leste, a que está voltada para a Praça das Catedrais. No seu extremo ocidental, o Palácio das Facetas liga-se ao edifício central do Grande Palácio do Kremlin pelo Salão de São Vladimir, onde existe uma passagem entre os dois palácios.

### Palácio dos Terems

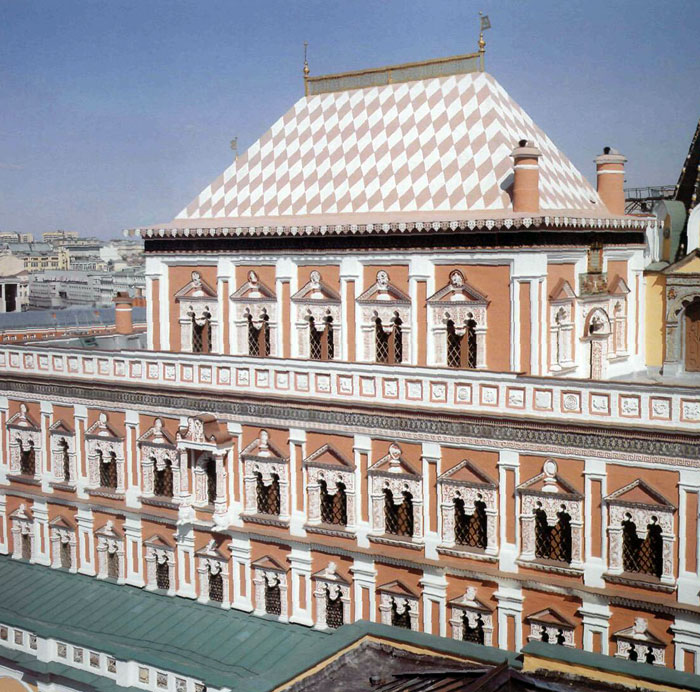
Andares superiores do Palácio dos Terems na actualidade.

O Palácio dos Terems serviu de residência dos czares até ao final do século XVII, quando a capital da Rússia foi deslocada de Moscovo para São Petersburgo. O seu nome deriva da palavra grega τερεμνον (ou seja, "residência").
Este palácio foi edificado, entre 1635 e 1637, por Bajen Ogurtsov, Trefil Chatourine, Antip Konstantinov e Larion Ouchakov. Este pequeno edifício em tijolo é uma verdadeira obra-prima, cuja arquitectura se inspira nos tradicionais isba russos em madeira. É constituído por cinco pisos. A água, as velas e os legumes em conserva estavam armazenados nas salas do rés-do-chão. O primeiro andar era ocupado pelos ateliers da czarina, onde eram confeccionados os vestuários da família real. O segundo andar compreendia uma sala de banhos, aprovisionada por uma torre de água. No terceiro andar, sobranceiro ao rio, encontravam-se os aposentos do czar, um quarto de dormir, uma sala de orações, a sala do trono e a sala do escritório do czar. Frente a este encontra-se uma caixa destinada a receber petições. O andar superior é uma estrutura em forma de tenda onde a Duma Boiarda era convocada.
Depois da transferência da capital, o edifício, tal como as outras antigas câmaras do czar no Kremlin de Moscovo (ou o que delas restou após o incêndio), foi cada vez mais esquecido. Após 1753, foi concebida, por Francesco Bartolomeo Rastrelli, uma nova residência imperial no local das antigas câmaras, sendo o Palácio dos Terems utilizado como alojamento para os funcionários do novo palácio. No século XIX, quando o Palácio dos Terems já estava incluído no complexo do Grande Palácio do Kremlin, foi ali instalado um arquivo, entre outras coisas.
As paredes exteriores, ricamente decoradas, foram pintadas em vermelho, amarelo e laranja. As molduras brancas das janelas artisticamente esculpidas foram amaneiradas com entalhes vermelhos. Toda a parte superior do palácio remonta aos anos 1635-1636.
Actualmente, o Palácio dos Terems faz parte da residência oficial do Presidente da Rússia, tal como todos os outros edifícios do complexo do Grande Palácio do Kremlin.

### Câmara Dourada da Czarina
O edifício relativamente pequeno situado no extremo nordeste do complexo palaciano, e próximo da Catedral da Dormição de Maria e da contígua Igreja da Deposição do Manto da Virgem, é chamado de Câmara Dourada da Czarina (Золотая Царицына палата). Com a conclusão do Grande Palácio do Kremlin, esta foi praticamente absorvida na década de 1840, de forma que só pode ser alcançada através do Salão de São Vladimir.
O ano preciso da construção desta câmara não é conhecido, mas provavelmente foi erguida durante o reinado de Teodoro I, ou seja, no final do século XVI, servindo, então, como espaço residencial e de recepção da sua esposa, a Czarina Irina Fjodorowna, também irmã do futuro Czar Boris Godunov. No interior da Câmara Dourada da Czarina existe uma sala de recepção bastante ampla, cujas paredes são embelezadas com muitos retratos de conhecidas czarinas e príncipes da cultura cristã-ortodoxa. Provavelmente, o edifício deve o seu nome à execução destas pinturas sobre um fundo dourado.